# Kaakkurisaari (ö i Norra Lappland)
Kaakkurisaari är en ö i Finland. Den ligger i sjön Kattajärvi och i kommunen Enare i den ekonomiska regionen Norra Lappland och landskapet Lappland, i den norra delen av landet, 1 000 km norr om huvudstaden Helsingfors. Öns area är omkring 640 kvadratmeter och dess största längd är 40 meter i sydväst-nordöstlig riktning.